# 定居殖民主义
定居者殖民主義（英語：Settler colonialism）是殖民主義的一種，外來定居者以消滅原住民及其文化、並用定居者社會取而代之為目的，遷入原住民的土地並在該地區永久居住，這就是定居者殖民主義。有些學者認為，定居殖民主義的本質是種族滅絕。其可以透過多種手段來實施，從暴力減少前居民人口到不那麼致命的手段，例如在殖民框架內同化或承認原住民身份。